# Нилопольская митрополия
О католической титулярной епархии см. — Епархия Нилополя
Нилопо́льская митропо́лия (греч. Ἱερά Μητρόπολις Νειλουπόλεως) — епархия Александрийской Православной Церкви.

## Епархия
Город Нилополь, который сегодня идентифицируется c раскопками Delas, находился в провинции Аркадия Византийского Египта.
Православная епархия в Нилополе известна не позднее середины III века — Евсевий Кесарийский упоминает Нилопольского епископа Иеремона в Декиево гонение. С установлением порядка управления в пределах Александрийской Православной Церкви, епархия вошла в состав Оксиринхской митрополии.
В конце 1972 году была создана титулярная Нилопольская епископия.
23 ноября 2013 года решением Священного Синода Александрийской православной церкви Нилопольская кафедра стала действующих митрополией, а правящий архиерей получил титул «митрополит Нилопольский, ипертим и экзарх Нижнего Египта» (Μητροπολίτης Νειλουπόλεως, Ὑπέρτιμος καί Ἔξαρχος Κάτω Αἰγύπτου).

## Епископы
древняя кафедра
- ? — 250 — Иеримоний
- 325—347 — Феоний
- упом. 347 — Аматос, Исаак
- IV/V век — Адельфий
- упом. 431 — Евсевий

Титулярная епископия
- 17 декабря 1972 — 4 июня 1982 — Христофор (Спартас)
- 4 марта 2001 — 27 октября 2004 — Георгий (Владимиру)
- 1 ноября 2006 — 7 октября 2010 — Геннадий (Стандзиос)

Самостоятельная епархия
- 23 ноября 2013 — 17 ноября 2016 — Геннадий (Стандзиос)

Титулярная епископия
- 17 февраля 2022 — 15 февраля 2024 — Никодим (Тоткас)